# Кабудула
Кабуду́ла (англ. Kabudula) — традиційна громада у складі дистрикту Лілонгве Центрального регіону Малаві.
Населення — 145319 осіб (2018).